# Heteropterys intermedia
Heteropterys intermedia är en tvåhjärtbladig växtart som först beskrevs av Adrien Henri Laurent de Jussieu, och fick sitt nu gällande namn av August Heinrich Rudolf Grisebach. Heteropterys intermedia ingår i släktet Heteropterys och familjen Malpighiaceae. Inga underarter finns listade i Catalogue of Life.